# ベルテックス静岡
ベルテックス静岡（ベルテックスしずおか、英: Veltex Shizuoka）は、静岡県静岡市をホームタウンとするプロバスケットボールチーム。運営法人は株式会社VELTEXスポーツエンタープライズ。2018年に静岡エスアカデミア・スポーツクラブとして創設され、現在はB2リーグの西地区に所属している。

## 概要
2019年秋にB.LEAGUE参入を目指し発足、2018年にB.LEAGUEの下部組織であるB3リーグへの準加盟が認められた。2019年10月15日にはB.LEAGUE準加盟が承認された。公式マスコットは未確認生物UMAのベルティ。

### チーム名の由来
一般公募により、応募総数298件の中から決まった。英語の「頂点、頂上」を意味する「VERTEX」をもじった「VELTEX」【※5つめのEは逆向き】。

### チームロゴの由来
日本一を目指す！意味合いから静岡に立地する最高峰、日本一の富士山と、バスケットボール用語で、ボールがリングに触れることなくネットだけを通過するゴール、swish（スウィッシュ）の瞬間であるゴールネットの躍動感を切り取った模様を掛け合わせたロゴである。

### ホームタウン・アリーナ
静岡県及び静岡市をホームタウンとし、ホームアリーナは静岡市中央体育館である。

### ユニフォームサプライヤー
- 2018年 - 2022年 : IN THE PAINT
- 2022年[5] - 2025年 : ミズノ
- 2022年[6] - 現在 : TRES

### 歴代ユニフォーム
| HOME      | HOME      | HOME      | HOME      | HOME      |
| --------- | --------- | --------- | --------- | --------- |
| 2019 - 20 | 2020 - 22 | 2022 - 23 | 2023 - 24 | 2024 - 25 |
| 2025 - 26 |           |           |           |           |
|           |           |           |           |           |

| AWAY      | AWAY      | AWAY      | AWAY      | AWAY      |
| --------- | --------- | --------- | --------- | --------- |
| 2019 - 20 | 2020 - 22 | 2022 - 23 | 2023 - 24 | 2024 - 25 |
| 2025 - 26 |           |           |           |           |
|           |           |           |           |           |

| 2021 - 22 3rd | 2022 - 23 3rd |
|               |               |

### ユニフォームスポンサー （2023-24シーズン）
- 前面：アールアンドオーリハビリ病院グループ（左肩）、アイ・テック（中央）
- 背面：フジ物産（背番号上部）、エス・トラスト（選手名下部）
- パンツ：トゥースリー（右前上）、静岡制御（右前下）、静岡ガスグループ（左前上）、Bee（左前下）、静岡ファーストエステート（右後ろ）、トヨタユナイテッド静岡（左後ろ上）、アイワ不動産（左後ろ下）

### 公式ファンクラブ
- ベルスター（プラチナ・オレンジ・キッズなど）

### チアダンスチーム
- VELUNA

チームカラーは、オレンジとネイビー。チーム名には、月の様に美しく輝きながら、アリーナの熱狂をチームと共に届けていく思いが込められている。

### ホームゲーム開催アリーナ
| 年度    | 参加 クラス | ホーム ゲーム数 | 静岡市 中央 | その他                                                                    | プレーオフ |
| 2019-20 | B3          | 20(30)          | 4(6)        | 清水4(6) 静岡市北部2(4) 草薙2 県武道館2(4) 引佐2 富士川2 御殿場2 袋井0(2) |            |
| 2020-21 | B3          | 20              | 10          | 富士川4 県武道館2 御殿場2 焼津2                                           |            |
| 2021-22 | B3          | 24(28)          | 12(16)      | 県武道館4 富士川2 御殿場2 袋井2 焼津2                                     |            |
| 2022-23 | B3          | 26              | 18          | 県武道館4 清水2 沼津2                                                     | 沼津2      |

凡例
静岡市中央-静岡市中央体育館：静岡市葵区
清水-静岡市清水総合運動場体育館：静岡市清水区
静岡市北部-静岡市北部体育館：静岡市葵区
草薙-静岡県草薙総合運動場体育館：静岡市駿河区
県武道館-静岡県武道館：藤枝市
引佐-引佐総合体育館：浜松市浜名区
富士川-富士市立富士川体育館：富士市
御殿場-御殿場市体育館：御殿場市
袋井-さわやかアリーナ袋井市総合体育館：袋井市
焼津-焼津市総合体育館(焼津シーガルドーム）：焼津市
沼津-沼津市総合体育館：沼津市
括弧内は開催予定だった試合数

## 歴史

### 参入前
- 2018年 - 運営会社である株式会社VELTEXスポーツエンタープライズ（前身：静岡エスアカデミア・スポーツクラブ）を設立[1][8]。2019-20シーズンからB.LEAGUE及びB3リーグの傘下となる、地域リーグに参戦した。
  - 6月 - 三遠ネオフェニックスで活躍した大石慎之介の加入を発表。入団会見で大石選手は「5年以内にB1参入と静岡のバスケットボールを盛り上げるために、大きな覚悟を持って帰ってきた。地元に愛されるチームをつくっていきたい」と決意を語った[9]。
  - 9月12日 - B3リーグ理事会で、岡山県岡山市をホームタウンとするトライフープ岡山と佐賀県佐賀市をホームタウンとする佐賀バルーナーズと共に準加盟が承認された[1][10]。
- 2019年
  - 3月6日 - B3リーグ公式試合参加資格に合格。同時にチーム名をヴェルテックス静岡からベルテックス静岡にチーム名を変更[11]。
  - 4月11日 - B3リーグ理事会にて2019-20シーズンからのB3リーグ入会が承認された[12]。
  - 4月17日 - 初代ヘッドコーチにB.LEAGUE最年少HCとなる後藤祥太の就任を静岡市役所記者クラブで発表。
  - 5月19日 - 静岡県立大学短期大学部体育館において、2019-20シーズン選手選考トライアウトを開催。全国より70名が参加。

### B3リーグ

#### 2019-20シーズン
スローガン：静岡バスケ熱狂元年
後藤体制1年目。リーグ初戦はアイシン・エィ・ダブリュ アレイオンズ安城と対戦。第1戦こそ71-79で落としたものの、第2戦を70-60で勝利。観客動員においても、第1戦に1574人、第2戦に1542人の合計3116人を記録し、静岡県におけるバスケットボールの歴史的1ページを飾った。2020年3月3日には、株式会社エスパルス前代表取締役の左伴繁雄がエグゼグティブスーパーバイザーに就任した。

#### 2020-21シーズン
スローガン：FIND NEW〜新しいワクワクを見つけろ！〜

#### 2021-22シーズン
スローガン：OVERCOME〜壁があるから面白い。〜

#### 2022-23シーズン
スローガン：ALL IN！〜すべてを、出し切れ。〜
開幕から好調を続け、大型連勝を記録し一時は首位に立つなどしたが、終盤に失速しレギュラーシーズンは鹿児島と同率の3位で終える。沼津市総合体育館で行われたプレーオフ準々決勝の東京U戦に連勝し準決勝に進出すると、浦和駒場体育館で行われた埼玉戦も2勝1敗で突破。クラブ史上初のB2昇格を決めた。岩手と対戦した決勝には敗れ、準優勝でシーズンを終えた。

### B.LEAGUE

#### 2023-24シーズン（B2 西地区）
スローガン：WOW〜静岡に、まだ見ぬ驚きを。〜
B2西地区所属となった。レギュラーシーズンは、東地区の青森と同じ西地区の神戸と並んで29勝31敗（勝率：.483）となったが、全体順位は、3者間の対決で勝率の高い東地区4位の青森が7位（ワイルドカード上位）。静岡と神戸は共に直接対決で勝率で同じだったが2者間対決の得点で静岡が神戸を上回っているので静岡が上位となり、西地区4位で、全体順位も8位でワイルドカード下位なので、昇格1年目でクラブ史上初のB2プレーオフ進出を決めた。
B2プレーオフ・クォーターファイナルは、全体1位・東地区優勝のA千葉戦となったが、2連敗でクォーターファイナル敗退となった。また5月10日に、ファクンド・ミュラーHCの退任が決まった。

#### 2024-25シーズン（B2 西地区）
スローガン：登（のぼる）
ミュラーHCの後任の新HCとして、昨シーズンまでB1・A東京のAC（アシスタントコーチ）などを歴任した森高大の就任が発表された。Bリーグ史上初の東大出身のヘッドコーチであると話題になった。

## 選手とスタッフ

### 歴代ヘッドコーチ
1. 後藤祥太(2019-20)
2. ラシード・ハザード(2020)
3. ファクンド・ミュラー(2020-2024)
4. 森高大(2024-)